# Ion Ghica

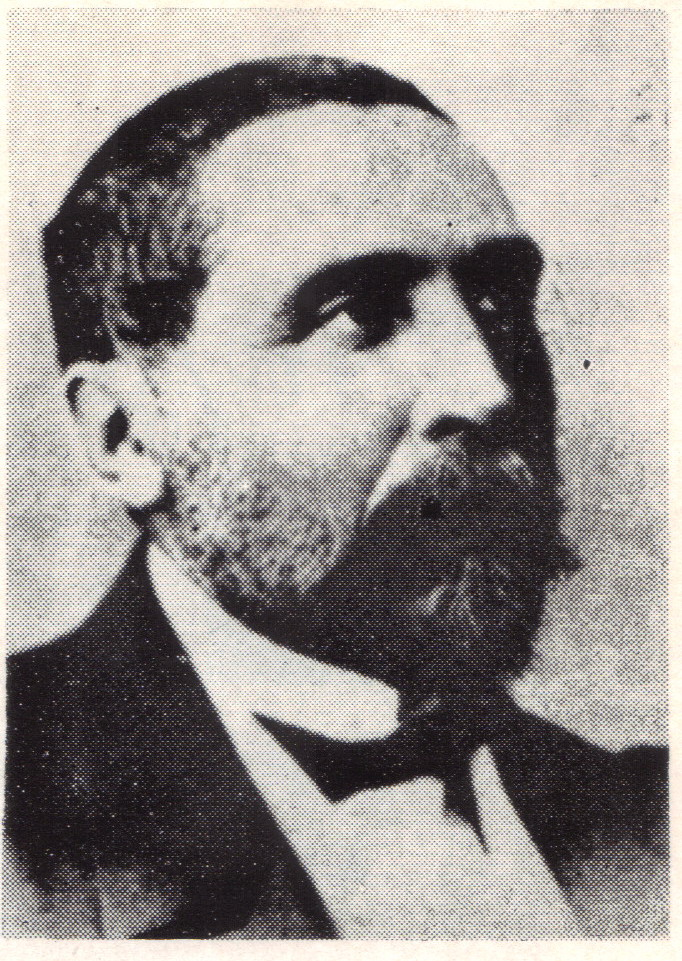
Ion Ghica

Ion Ghica (Boekarest, 12 augustus1816 of 1817 - Ghergani, 7 mei 1897) was een belangrijke Roemeen in de 19e eeuw. Hij was onder andere academist, auteur, diplomaat, wiskundige, politicus en pedagoog, twee keer minister-president van Roemenië tussen 1866 - 1867, en 1870 - 1871 en vier keer president van de Academia Română (tussen 1876 - 1882, 1884 - 1887, 1890 - 1893 en 1894 - 1895).
Hij kwam uit de Ghica-familie, ging op school in Boekarest en West-Europa en studeerde techniek en wiskunde in Parijs (tussen 1837 en 1840).
Later keerde hij terug naar Moldavië, waar hij in 1848 deelnam aan de revolutie en dus voorstander was van een Moldavisch-Walachijse vereniging onder één vorst, Mihail Sturdza. Uiteindelijk mislukte de revolutie.
Ion Ghica werd wiskundeleraar aan de Universiteit van Iași die Sturdza opgericht had.
Later, verhuisde hij naar Boekarest, en later weer naar Constantinopel, vanwege het Phanariotestijdperk in de twee Roemeense vorstendommen. In Turkije werd hij Bey van de Samos (1853 - 1859) genoemd omdat hij op datzelfde eiland, waar de piraterij bloeide, de piraterij kon verdrijven.
In 1859, na de Moldavisch-Walachijse vereniging, werd Ghica door Alexander Johan Cuza opgeroepen om minister-president te worden onder zijn, en later onder Carol I's regering.
In 1881 werkte hij aan de Roemeense ambassade in Londen. Dat bleef hij doen tot 1889. Op 7 mei 1897 overleed hij in Ghergani, Roemenië.